# Cantone di Liancourt
Il Cantone di Liancourt era una divisione amministrativa dell'arrondissement di Clermont.
È stato soppresso a seguito della riforma complessiva dei cantoni del 2014, che è entrata in vigore con le elezioni dipartimentali del 2015.
Comprendeva i comuni di:
- Les Ageux
- Angicourt
- Bailleval
- Bazicourt
- Brenouille
- Catenoy
- Cauffry
- Cinqueux
- Labruyère
- Laigneville
- Liancourt
- Mogneville
- Monceaux
- Monchy-Saint-Éloi
- Nointel
- Rantigny
- Rieux
- Rosoy
- Sacy-le-Grand
- Sacy-le-Petit
- Saint-Martin-Longueau
- Verderonne